# The Very Best of The Ohio Express
The Very Best of The Ohio Express è un album raccolta del gruppo musicale statunitense Ohio Express, pubblicato nel 1970.

## Tracce
1. Cowboy Convention
2. Yummy Yummy Yummy
3. Chewy Chewy
4. Sausalito (Is the Place to Go)
5. Sweeter Than Sugar
6. Mercy
7. Down At Lulu's
8. Pinch Me (Baby, Convince Me)
9. Down Tennessee
10. Shake